# قرار مجلس الأمن التابع للأمم المتحدة رقم 1467
قرار مجلس الأمن التابع للأمم المتحدة رقم 1467، المتخذ بالإجماع في 18 آذار / مارس 2003، بعد الإعراب عن القلق إزاء الوضع في غرب أفريقيا، اعتمد المجلس إعلانا بشأن انتشار الأسلحة وأنشطة المرتزقة في غرب أفريقيا.
تم تبني الإعلان بعد اجتماع رفيع المستوى استمر يوما وحضره أكثر من 20 متحدثا وترأسه فرانسوا لونسيني فال، وزير خارجية غينيا.

## الإعلان
بدأ مجلس الأمن بالإعراب عن قلقه وإدانته لانتشار الأسلحة الصغيرة والأسلحة الخفيفة، وكذلك أنشطة المرتزقة في غرب أفريقيا باعتبارها تساهم في انتهاكات حقوق الإنسان والقانون الإنساني الدولي. وقد تم حث الإجراءات المتخذة على المستوى المحلي لمواجهة المشكلة في المنطقة على أن توضع موضع التنفيذ، وتم التأكيد على زيادة التعاون بين الدول من أجل منع الاتجار غير المشروع بالأسلحة وأنشطة المرتزقة.
دُعيت الدول في غرب أفريقيا إلى النظر في الخطوات التالية للمساعدة في تنفيذ الوقف الاختياري للأسلحة الصغيرة الذي فرضته الجماعة الاقتصادية لدول غرب أفريقيا:
(أ) توسيع الوقف الاختياري ليشمل نظام تبادل المعلومات؛
(ب) زيادة الشفافية في مجال التسلح من خلال سجل للجماعة الاقتصادية لدول غرب أفريقيا يسجل قوائم الجرد الوطنية للأسلحة؛
(ج) تعزيز اللجان الوطنية لرصد تنفيذ الوقف الاختياري؛
(د) بناء قدرات أمانة الجماعة الاقتصادية لدول غرب أفريقيا؛
(هـ) حوسبة قوائم تسجيل الطائرات لضمان تحسين مراقبة المجال الجوي؛
(و) إدخال شهادات المستخدم النهائي الموحدة للأسلحة المستوردة.
كما أعرب الإعلان عن القلق إزاء انتهاكات حظر الأسلحة في غرب إفريقيا والصلات بين هذه الانتهاكات والاتجار غير المشروع بالأسلحة وأنشطة المرتزقة. لذلك، هناك حاجة إلى توعية سكان المنطقة دون الإقليمية بأخطار الاتجار بالأسلحة وأنشطة المرتزقة. وطلب المجلس من دول الجماعة الاقتصادية لدول غرب أفريقيا تقديم تقارير عن الإجراءات المتخذة لتنفيذ برنامج عمل الأمم المتحدة بشأن الأسلحة الصغيرة والأسلحة الخفيفة إلى الأمين العام كوفي عنان. ودعا القرار مجتمع المانحين إلى مساعدة دول غرب إفريقيا في تنفيذ مثل هذه الإجراءات.
ودعا المجلس كذلك البلدان في غرب أفريقيا إلى الاعتراف بأهمية نزع السلاح والتسريح وإعادة الإدماج في حالات ما بعد الصراع ووقف دعم الجماعات المسلحة في البلدان المجاورة. وطُلب من البلدان المنتجة للأسلحة تعزيز اللوائح والإجراءات المتعلقة بنقل الأسلحة إلى غرب أفريقيا. وأخيرا، كرر الإعلان دعوات للمنظمات الإقليمية ودون الإقليمية لوضع سياسات لصالح الأطفال المتضررين من الحرب.

## روابط خارجية
- نص القرار في undocs.org